# Philhygra wisconsinica
Philhygra wisconsinica är en skalbaggsart som först beskrevs av Thomas Casey 1910.  Philhygra wisconsinica ingår i släktet Philhygra och familjen kortvingar. Inga underarter finns listade i Catalogue of Life.